# Gynochthodes motleyi
Gynochthodes motleyi är en måreväxtart som först beskrevs av Joseph Dalton Hooker, och fick sitt nu gällande namn av Markus Ruhsam. Gynochthodes motleyi ingår i släktet Gynochthodes och familjen måreväxter. Inga underarter finns listade i Catalogue of Life.